# Dịch tả trâu bò
Dịch tả trâu bò hay bệnh rinderpest là một bệnh dịch do virus truyền nhiễm của gia súc, trâu và một số loài động vật móng guốc hoang dã. Bệnh được đặc trưng triệu chứng bởi sốt, xói lở miệng, tiêu chảy, hoại tử bạch huyết, và tỷ lệ tử vong cao. Bệnh không trực tiếp ảnh hưởng đến con người nhưng chúng nhanh chóng lây lan trên gia súc và một số loài động vật có móng guốc khác, nó là nguyên nhân gây những thiệt hại trong nông nghiệp từ nhiều trăm năm nay, góp phần gây nên sự đói kém và phá hủy nền kinh tế. 
Đỉnh cao của sự lan truyền dịch bệnh này là từ Scandinavia tới Mũi Hảo Vọng và từ vùng Đại Tây Dương thuộc châu Phi kéo tới quần đảo Philippines. Bùng nổ dịch bệnh cũng được thông báo tại Brazil và Australia.
Sau một chiến dập dịch trên phạm vi toàn cầu, xác nhận cuối cùng về dịch tả trâu bò là vào năm 2001. Ngày 14 Tháng 10 2010, Tổ chức Nông lương Liên Hợp Quốc thông báo rằng chiến dịch bài trừ bênh kéo dài nhiều thập niên trên toàn thế giới, để diệt trừ bệnh này đã kết thúc, mở đường cho một tuyên bố chính thức vào năm 2011 của xoá toàn cầu của bệnh dịch trâu bò.
Tên gọi bênh Rinderpest được lấy từ tiếng Đức, và có nghĩa là bệnh dịch gia súc. 

## Virus gây bệnh
Vì nó là một Morbillivirus, virus bệnh dịch trâu bò có quan hệ gần gũi với các bệnh sởi và siêu vi chó. Mặc dù có khả năng gây tử vong cao của nó, loại virus này đặc biệt mong manh và dễ dàng bị tiêu diệt bằng cách làm khô, nhiệt độ và phơi dưới ánh sáng Mặt Trời. 
Virus bệnh sởi tiến hóa từ bệnh dịch trâu bò lúc đó bùng phát khắp nơi có lẽ từ giữa thế kỷ 11 và thế kỷ 12. Nguồn gốc sớm nhất có khả năng là trong thế kỷ 7, có một vài bằng chứng ngôn ngữ.